# Albert Armitage
Albert Borlase Armitage (Balquhidder, 2 luglio 1864 – 31 ottobre 1943) è stato un esploratore e navigatore scozzese.
Nacque nel villaggio di Balquhidder, nella regione scozzese del Perthshire. La prima nave sulla quale si imbarcò era la nave scuola della marina mercantile britannica Worcester (1878), dopo diversi anni di navigazione su imbarcazioni a vela, nel 1886 iniziò a lavorare per la P&O, un'importante compagnia di navigazione con sede a Londra.
Tra il 1894 e il 1897 prende parte alla spedizione Jackson-Harmsworth (guidata da Frederick George Jackson) nella terra di Francesco Giuseppe, come comandante in seconda. Durante i tre anni della spedizione, Armitage condusse diverse osservazioni meteorologiche e geomagnetiche per le quali gli fu conferito il Murchison Award dalla Royal Geographical Society.
L'esperienza acquisita durante la spedizione artica gli fece guadagnare un posto nella spedizione Discovery (British National Antarctic Expedition) guidata da Robert Falcon Scott, dove fu navigatore comandante in seconda della nave Discovery (all'epoca Armitage era anche tenente della Royal Naval Reserve). Guidò il primo gruppo che si inoltrò con le slitte sul plateau antartico.
Rientrato dall'Antartide proseguì la sua carriera nella marina mercantile diventando Comandante della P&O.
Negli anni successivi tenne diverse conferenze sull'esplorazione polare mantenendo i contatti con i successivi esploratori.

## Opere
- Two years in the Antarctic, being a narrative of the British National Antarctic Expedition The Paradigm Press, Bluntisham Books, Bungay, (Inghilterra) 1984 ISBN 0950610453
- Cadet to Commodore, an autobiography, Cassell & Co. Ltd. Londra 1925